# Brian Kerle
Brian Edward Kerle (ur. 29 sierpnia 1945 w Auchenflower) – australijski koszykarz, olimpijczyk.
Reprezentował Australię na Letnich Igrzyskach Olimpijskich 1972, które odbyły się w Monachium, zajmując 9. miejsce.